# Кокинос капнас
Кокинос капнас (греч. Κοκινος καπνας, Красный табаковод) — газета на греческом языке, издававшаяся в Абхазской АССР в 1932—1939 годах для нужд греческого населения. В 1937 году переименована в «Комунистис». Закрыта в марте 1939 года.
Первым редактором газеты был Михаил Калайдопуло. После 1936 года газета была переименована в «Комунистис» (греч. «Κομυνιστις» - «Коммунист»), а главным редактором стал Георгий Бумбуриди. Газета издавалась на литературном новогреческом языке (димотика), но ряд материалов публиковался на местном понтийском диалекте. К 1937 году тираж газеты достиг 4 тыс. экземпляров.
В 1939 году в результате изменения советской национальной политики издание газеты было прекращено.
В 1990 году председателем Общества Понтийских Греков «Арго» Хр. Софианидисом были впервые сделаны и перевезены в Грецию ксерокопии 200 номеров газеты. Сухумский государственный архив, где хранились оригиналы газеты, позже был подожжён и полностью сгорел.